# Historien om
Historien om... er en programserie på DR Ramasjang, og programmerne er f.eks. "Historien om guitaren" eller "Historien om fodbolden", og er en blanding af komedie og fakta. Man hører børn fra nutiden kommentere og en mand med mange forskellige kostumer lave sjov med tingene.
| Fjernsyn | Spire Denne artikel om et tv-program er en spire som bør udbygges. Du er velkommen til at hjælpe Wikipedia ved at udvide den. |